# 佐香ハル
佐香 ハル（さこう ハル、1874年（明治7年）6月6日 - 1958年（昭和33年）3月20日）は、日本の教育者。徳島県出身。徳島県立高等女学校（現徳島県立城東高等学校）卒業。

## 人物・来歴
徳島市幟町に藩絵師の長女として生まれる。徳島女学校を出て結婚したが離婚し、26歳で上京。渡辺裁縫女学校（現帯広北高等学校）、堀越和洋裁女学校で学ぶ傍ら、国語伝習所と帝国教育会中等教員国語漢文教習所にも通う。
母校の堀越和洋裁女学校の教師を経て、1903年に東京都神田三崎町にて私立和洋裁専門女学校を創設し校長となる。翌年夏の帰省中、徳島師範学校女子部にて徳島初の裁縫講習を行なったところ、県知事らの勧めがあり、1905年（明治38年）に地元である徳島県に帰郷し、徳島市で佐香和洋裁女学校を創設（現香蘭高等学校）。
1958年（昭和33年）3月20日、83歳で没する。

## 家族
- 祖父・佐香貫古（1812-1870） ‐ 徳島藩の絵師。佐香家は代々徳島藩主蜂須賀家のお抱え絵師。貫古は徳島藩初の住吉派の御用絵師・渡辺広輝の門下で、守住貫魚、鈴江貫中と並んで広輝門下三傑の一人と言われた。[1][3][4]
- 父・佐香美古（よしひさ、1839-1910） ‐ 絵師、旧制徳島中学校、徳島県師範学校の図画教師。父貫古に学んだのち、17歳で上京し住吉弘貫に入門、帰郷後は洋画を研究した。弟子に湯浅桑月などがいる。ハルを頭に三男二女を儲ける。[4][5]
- 弟・佐香源一 (1875-) ‐美古の長男。 内務省技師。第三高等学校 (旧制)土木工学科卒。美胤の雅号で絵もものした。[6][5]
- 弟・武村清 (1878-) ‐ 美古の二男。新京工業大学学長。武村章次の養子。東京帝国大学工学部機械科卒業後鉄道局技師を経て満鉄入社、退職後住友会理事を経て新京工大学長。満州船渠、南満州電気の取締役も務めた。相婿に武部欽一がいる。[3][4][7][8]
- 末弟・佐香義衛 ‐ 美古の三男。鉄道技師。[5]